# Lex Dijkstra
Lex Dijkstra (Vries, 23 augustus 1995) is een Nederlandse voormalig langebaanschaatser.
Het hoogtepunt uit de carrière van Dijkstra is het winnen van de zilveren medaille in het eindklassement van het NK Allround in 2018. De schaatser heeft het seizoen 2020-2021 overgeslagen, maar daarna een comeback gemaakt bij Team Worldstream-Corendon. Tussen 2022 en 2024 schaatste Dijkstra bij Team Reggeborgh, maar stopte in 2024 toen hij geen ploeg meer kon vinden.

## Persoonlijke records
| Afstand      | Tijd     | Datum            | Baan       |
| ------------ | -------- | ---------------- | ---------- |
| 500 meter    | 37,37    | 18 maart 2017    | Calgary    |
| 1000 meter   | 1.11,69  | 16 maart 2017    | Calgary    |
| 1500 meter   | 1.46,50  | 30 oktober 2021  | Heerenveen |
| 3000 meter   | 3.43,67  | 23 oktober 2021  | Heerenveen |
| 5000 meter   | 6.19,79  | 29 oktober 2021  | Heerenveen |
| 10.000 meter | 13.15,13 | 28 december 2021 | Heerenveen |

## Resultaten
| Jaar | NK Afstanden                   | NK Allround             |
| ---- | ------------------------------ | ----------------------- |
| 2017 | 20e 1500m 21e massastart       | NC10 (11e, 11e, 10e, -) |
| 2018 | 22e 1500m 19e 5000m            | · (13e, , 4e, )         |
| 2019 | 16e 5000m                      | 8e (17e, 6e, 11e, 6e)   |
| 2020 |                                | 7e (13e, 13e, 4e, 8e)   |
|      |                                |                         |
| 2022 | 12e 1500m 10e 5000m 9e 10.000m | DQ (13e, DQ, -, -)      |
| 2023 | 8e 1500m 6e 5000m 9e 10.000m   | NC10 (11e, 9e, 4e, -)   |
| 2024 |                                | DNF4 (13e, 7e, 4e, DNF) |

(#, #, #, #) = afstandspositie op allroundtoernooi (500m, 5000m, 1500m, 10000m).